# Temperatura ambient
La temperatura ambient és la temperatura que es pot mesurar amb un termòmetre i que es pren de l'ambient actual, per la qual cosa, si es pren de diversos punts en una àrea a un mateix temps pot variar.
Això és degut al fet que una temperatura presa en un ambient tan fred com ho és el pol Nord, on la temperatura seria sota zero (si es mesura en graus Celsius o Fahrenheit), no serà igual a una presa en un lloc tan càlid com un desert on la temperatura estaria molt per sobre del zero.

## Confort humà
Per al confort humà, la temperatura ambiental desitjable depèn en gran part en les necessitats de l'individu i en diversos altres factors. Segons l'observatori de salut pública de West Midlands, Gran Bretanya, 21 °C (70 °F) és la temperatura ambiental recomanada per a la majoria de la llar, excepte en el dormitori, on es recomana una temperatura ambiental de 17 °C (64 °F). com en centres professionals oficines aquesta temperatura podrà ser mínima de 16 °C. Un estudi efectuat per la Universitat d'Uppsala, Suècia, va trobar que la percepció d'una temperatura ambiental elevada es correlacionava amb un ambient de cooperació disminuït. L'estudi va recomanar mantenir una temperatura ambiental màxima de 22 °C (72 °F) i la mínima a 16 °C (64 °F).

## Temperatura d'una habitació
La temperatura d'una habitació, en anglès room temperature, és un terme general per descriure la temperatura comuna dins una cambra. L'American Society of Heating, Refrigerating and Air-Conditioning Engineers (ASHRAE) té llistats que suggereixen les temperature adequades i les taxes de flux d'aire en diferents circumstàncies i edificis. Per exemple en una oficina a l'estiu la temperatura adequada estaria entre 23,5 and 25,5 °C. A l'hivern es recomanaria entre 21,0 i 23,0 °C.
En l'ús científic la temperatura en una habitació es considera entre 20 i 25 °C (293 o 298 kèlvins (K), 68 o 77 graus Fahrenheit). Per conveniència númerica, 300,00 K (26,85 °C, 80,33 °F) es fa servir sovint. Tanmateix la temperatura d'una habitació (Room temperature) no és un terme científic definit uniformement al contrari que les condicions estàndards de pressió i temperatura o STP, la qual té definicions lleugerament diferents.